# Урицкое (Оренбургская область)
Урицкое — село в Грачёвском районе Оренбургской области, входит в состав Петрохерсонецкого сельсовета.

## География
Находится на правом берегу речки Талла на расстоянии примерно 20 километров по прямой на северо-восток от районного центра села Грачёвка.

## История
Основано как Дубенка. Упоминается с 1853 года. Названо по фамилии помещика ротмистра Дубенского. В 1900 году — 13 дворов и 53 жителя, в 1910 году — 4 двора и 20 человек. Позже подселилось более 400 человек из деревни Сухоречка (около Бузулука) и село некоторое время носило название Сухоречка. После революции переименовано в честь М. С. Урицкого. В годы коллективизации появился колхоз «Красная стрела», потом появился колхоз им. Чкалова.

## Население
Население составляло 95 человека (82 % русские) по переписи 2002 года, 82 по переписи 2010 года.